# Jason Cropper
Jason Cropper (Oakland, 27 giugno 1971) è un chitarrista statunitense, in origine conosciuto per essere stato membro dei Weezer.
In seguito alla sua dipartita dai Weezer, avvenuta nel 1994, si è dedicato a svariati progetti solisti, e ha fondato insieme a sua moglie (prima di abbandonare la band), Amy Wellner Cropper, i Chopper One, scioltisi in seguito al loro divorzio. Nel 1996, Jason suonò la chitarra in Uncle Bob, un album realizzato da una band chiamata 22 Jacks, che era composta dai membri di Wax, Aerosmith, Adolescents e Agent Orange.